# Смола ТСД-9
Смола ТСД-9 (рос. resin ТСД-9; нім. Harz n ТСД-9) – смола, призначена для ізоляції припливу пластової води за температур 5-40 0С, затверджувачем для неї служить формалін, каталізатором – їдкий натр; у мінералізованій воді має місце усадка затверділих взірців (до 10 %), тому для регулювання профілів припливу і поглинання вона не придатна. 